# Al Roelofs
Alexander „Al“ Roelofs (* 27. Oktober 1906 in den Niederlanden; † 2. Juli 1990 in Los Angeles) war ein niederländischstämmiger Filmarchitekt beim amerikanischen Film.

## Leben
Der in den Niederlanden geborene Sohn von in den USA ansässigen, belgisch-niederländischen Eltern kam 1922 nach Los Angeles. Dort knüpfte er seine ersten Kontakte zum Film als Statist und Stuntman. So doubelte Roelofs beispielsweise den Stummfilmstar John Gilbert. 
Als Kulissenzeichner ging Roelofs 1935 zu Paramount Pictures, für die er in den folgenden drei Jahrzehnten arbeiten sollte. Seit Beginn der 1950er Jahre ist er als selbständiger Filmarchitekt nachweisbar, zuletzt nahm Al Roelofs die Position eines Chefarchitekten und Leiter der Zeichenabteilung ein. In den 1960er Jahren stattete Roelofs vor allem Routinewestern des Filmproduzenten A. C. Lyles aus. 
Von Roelofs Szenenentwürfen stechen vor allem seine späten Szenenentwürfe hervor, die er im Auftrag der Walt Disney Productions anfertigte. Seine Filmbauten zu Insel am Ende der Welt brachten ihm 1975 eine Oscarnominierung ein. Seine Karriere beendete der über 70-jährige Roelofs mit dem Science-Fiction-Film Das schwarze Loch und mit Tron, der als der erste vollständig computeranimierte Film gilt.

## Filmografie
- 1952: Die Stadt der tausend Gefahren (The Atomic City)
- 1953: Die Bestie der Wildnis (Arrowhead)
- 1954: Weißer Tod in Alaska (Alaska Seas)
- 1955: Dem Teufel auf der Spur (Hell’s Island)
- 1958: Der Totschläger (The Young Captives)
- 1959/60: The Rebel (TV-Serie)
- 1961: Die Menschenfalle (Man-Trap)
- 1963: Der Ladenhüter
- 1963: Das Gesetz der Gesetzlosen (Law of the Lawless)
- 1964: Madam(e) P. und ihre Mädchen (A House is Not a Home)
- 1964: Erster Sieg
- 1964: Schwarze Sporen (Black Spurs)
- 1964: Revolver diskutieren nicht (Town Tamer)
- 1965: Nevada Smith
- 1965: Wyoming-Bravados (Waco)
- 1966: Die gesetzlosen Drei (Fort Utah)
- 1966: Texas-Desperados (Hostile Guns)
- 1966: Der blutige Westen (Red Tomahawk)
- 1967: ...jagt Dr. Sheefer (The President’s Analyst)
- 1967: Die Wegelagerer (Arizona Bushwackers)
- 1968: Inferno am Fluß (Blue)
- 1970: Die Millionen-Dollar-Ente (The Million Dollar Duck)
- 1971: Die Promenadenmischung (The Biscuit Eater)
- 1972: Charley und der Engel (Charley and the Angel)
- 1974: Insel am Ende der Welt
- 1975: Die Flucht zum Hexenberg
- 1976: Gus
- 1979: Das schwarze Loch
- 1981: Tron